# Horatio Gouverneur Wright
Horatio Gouverneur Wright (6 mars 1820 – 2 juillet 1899) était ingénieur et général dans l'Armée de l'Union lors de la Guerre de Sécession. Après guerre, il travailla sur divers projets, comme le Brooklyn Bridge et l'achèvement du Washington Monument, puis il fut promu Chief of Engineers du Corps du génie de l'armée des États-Unis.

## Avant la guerre
Horatio Gouverneur Wright naît à Clinton dans le Connecticut. Il suit ses études à l'université de Norwich dans le Vermont. Il est ensuite diplômé, deuxième de sa promotion, de l'Académie militaire de West Point en 1841,. Il est nommé second lieutenant dans le corps des ingénieurs le 1er juillet 1841.
Il se marie en 1842 avec Louisa Bradford avec qui il aura deux filles.  Il enseigne ensuite à l'académie l'ingénierie et le français et pendant dix ans participe aux travaux de fortification et d'amélioration des ports en Floride. En 1846, il est affecté à Saint Augustine, Floride. Il supervise alors la construction du fort Jefferson et du fort Taylor à Dry Tortugas island. Il est promu premier lieutenant le 28 février 1848. Dans les années 1850, il travaille au sein d'un comité militaire spécial, à la spécification d'un canon côtier de 15 pouces.
Il est promu capitaine le 1er juillet 1855.

## Guerre de Sécession
À l'éclatement de la guerre, Horatio G. Wright est adjoint au chef des ingénieurs à Washington D.C.. Lorsque la Virginie fait sécession, une opération pour évacuer et détruire les chantiers navals de Norflok est montée le 20 avril 1861. Il y participe mais est capturé lorsqu'il tente de détruire la cale sèche. Il est libéré quatre jours plus tard et participe à la première bataille de Bull Run en tant que chef ingénieur de la division du général Heintzelman.
Il participe ensuite à l'expédition pour capturer Port Royal en Caroline du Sud. Il est promu commandant le 2 août 1861. Il est nommé brigadier général des volontaires le 14 septembre 1861. Après la prise de Port Royal en novembre 1861, il retourne en Caroline du Sud.
Il prend le commandement d'une division, sous les ordres du brigadier général Henry Washington Benham en avril 1862 et participe à la bataille de Secessionville. Il est nommé major général des volontaires le 18 juillet 1862 et on lui confie, malgré la défaite de Secessionville, la responsabilité du département de l'Ohio en août 1862. Il joue un rôle significatif pour acheminer le ravitaillement pour faire face aux conséquences du raid confédéré sur le train de ravitaillement de la bataille de Stones River. Les routes entre Nashville et Louisville étant impraticable, il utilise des bateaux à vapeur pour acheminer le ravitaillement. Sa nomination n'est pas confirmée par le sénat et est révoquée le 23 mars 1863. Il est de nouveau brigadier général des volontaires à cette date. Il prend alors brièvement le commandement du district du Kentucky occidental.

### Gettysburg
En mai 1863, il prend le commandement de la 1st division du VIe corps de l'armée du Potomac. Il participe à la bataille de Gettysburg, avec laquelle il fait ses débuts au sein de l'armée du Potomac. Le 2 juillet 1863, il arrive vers 17 heures à Baltimore Pike avec sa division et fait reposer ses hommes pendant un peu plus d'une heure. Sa division part ensuite renforcer l'aile gauche du dispositif mais ne participe pas à des combats ce jour-là. Le lendemain matin, il prend la brigade du brigadier général David Russel pour rejoindre celle du colonel Lewis Grant à extrême gauche du dispositif. Il attend, en vain, alors une attaque des hommes de James Longstreet.
I

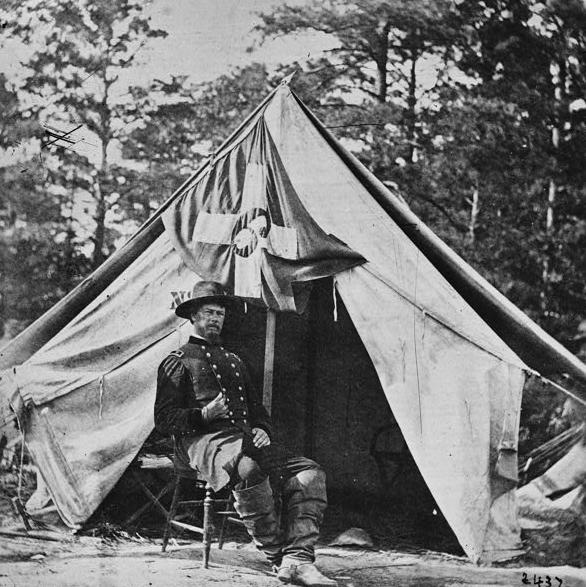
Général Wright devant sa tente.

l est breveté lieutenant colonel le 8 novembre 1863 pour bravoure et service méritoire lors de la bataille de Rappahannok Station.
Il est nommé major général des volontaires le 12 mai 1864 à la suite de la mort du général John Sedgwick lors de la bataille de Spotsylvania. Il prend alors le commandement du VIe corps. Il est breveté colonel le 12 mai 1864 pour bravoure et service méritoire lors de la bataille de Spotsylvania. Il est blessé lors de cette bataille par un fragment d'obus, mais reste à son poste malgré la blessure.
Le VIe corps attaché à l'armée du Potomac jusqu'en juillet 1864, où le général confédéré lance un raid sur Washington. Il est alors regroupé avec d'autres unités de la région pour former l'armée de la Shenandoah sous le commandement du général Sheridan. Il participe à la bataille de Fisher's Hill. Il est une nouvelle fois blessé par une balle de fusil lors de la bataille de Cedar Creek, au menton cette fois-ci. Le corps d'Horatio Wright retourne alors dans la région de Petersburg où il joue un rôle important dans la réduction des fortifications qui aboutiront à la capitulation de Robert E. Lee à Appomatox. En effet, ses hommes sont les premiers à percer les lignes défensives confédérées le 2 avril 1865.
Le 1er janvier 1865, il se casse une ou deux côtes et a un congé maladie jusqu'au 16 janvier 1865. Le 13 mars 1865, il est breveté brigadier général pour bravoure et service méritoire lors de la bataille de Cold Harbor et major général pour des motifs identiques lors de la capture de Petersburg. Durant la campagne d'Appomattox, aboutissant à la reddition du général Lee, il commande le VIe corps.

## Après la guerre

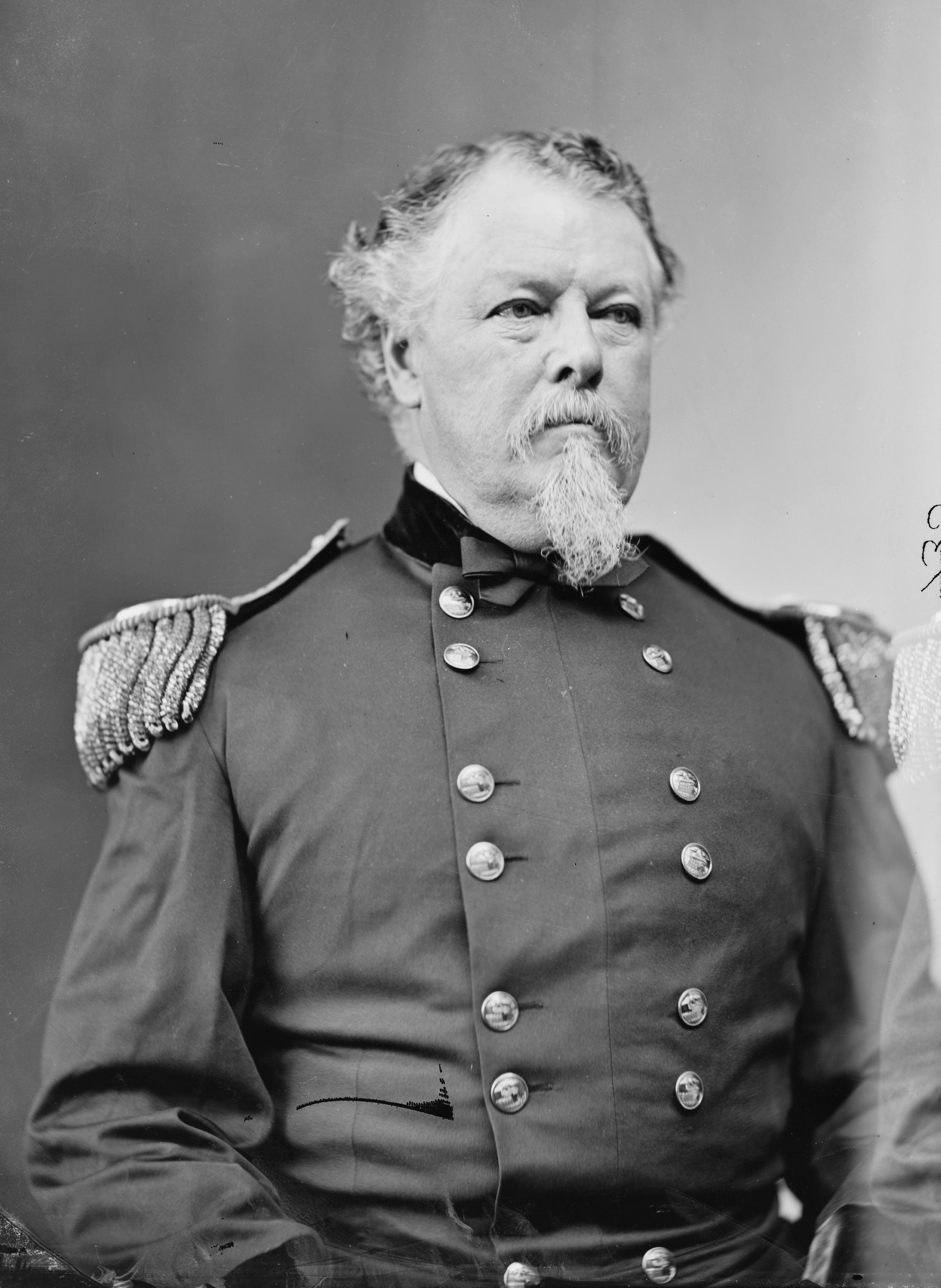
Portrait par Mathew Brady ou Levin C. Handy

À la fin de la guerre Horiatio G. Wright est affecté pendant une année dans une garnison du Texas.Il est promu lieutenant colonel dans le corps des ingénieurs le 23 novembre 1865 et quitte le service actif des volontaires le 1er septembre 1866. Il est promu colonel le 4 mars 1879. Il est nommé brigadier général, chef des ingénieurs le 30 juin 1879. Il termine alors la construction du Washington Monument. Il part en retraite le 6 mars 1884.
Il meurt d'une maladie cardiaque en 1899 à Washington D.C.,. Il est enterré au cimetière national d'Arlington.

## Mémoire
En septembre 1862, le fort Wright, Kentucky, est construit pour bloquer l'avance des confédérés sur Cincinnati. La ville de Fort Wright, établie à proximité, fait référence à Horatio G. Wright.